# 22758 Lemp
22758 Lemp è un asteroide della fascia principale. Scoperto nel 1998, presenta un'orbita caratterizzata da un semiasse maggiore pari a 2,3005045 UA e da un'eccentricità di 0,1285278, inclinata di 1,80053° rispetto all'eclittica.